# Ilha de Buckle
A Ilha de Buckle (66° 39′ S, 163° 03′ L) é uma das três ilhas principais no desabitado grupo das Ilhas Balleny, localizado no Oceano Antártico. Se situa a 25 km (16 mi) a noroeste da Ilha Sturge e a 8 km (5 mi) a sudeste da Ilha de Young, a cerca de 110 km (68 mi) a norte-nordeste do Cabo Belousov no continente antártico.
A ilha, formada por um estratovulcão, é aproximadamente triangular na forma, com as costas leste e oeste extensas e uma pequena costa norte. Tem aproximadamente 4 km (2,5 mi) de largura no norte e seu tamanho máximo é de 8 km (5,0 mi). A ilha é de origem vulcânica e ainda está ativa vulcanicamente, sendo a última erupção em 1899.
O ponto mais ao norte da Ilha de Buckle é o Cabo Cornish. Várias pequenas ilhotas se situam no canal que separa o Cabo da Cornualha da Ilha de Young, a maior das quais é a Ilha de Borradaile. Várias pequenas ilhotas se situam fora da extremidade sul da ilha, o Cabo McNab, incluindo a Ilhota Sabrina e a pilha de rocha de 80 m (262 pés) de altura de "O Monolito" (Ilhas Balleny). Tanto a Ilha de Buckle quanto a Ilhota Sabrina são lares das colônias de Pinguim-de-adélia e Pinguim-de-barbicha.
A ilha forma algumas partes da Dependência de Ross, reivindicada pela Nova Zelândia (ver Revindicações territoriais da Antártida).